# Frederiksværk Gymnasium og HF
Frederiksværk Gymnasium og HF er et dansk mellemstort gymnasium og hf-kursus, beliggende i Frederiksværk. Gymnasiet har ca. 475 elever.
Bygningen er tegnet af Kjær & Richter og indviet i 1980.

## Rektorer
- 1980-1989: Henning Nielsen
- 1989-2010: Palle Bak Petersen
- 2010-2019: Johnny Simonsen
- 2020-: Peter Brink Thomsen

## Kendte studenter
- 1982: Morti Vizki , forfatter
- 1983: Carsten Tage Nielsen, historiker, PhD
- 1990: Tomas Villum Jensen, skuespiller og filminstruktør
- 1991: Anders Thomas Jensen, forfatter og filminstruktør
- Simon Duus Svendsen, Kgl. Operasanger